# Première Nation dénésuline de Hatchet Lake
La Première Nation dénésuline de Hatchet Lake (en anglais : Hatchet Lake Denesuline Nation ; en chipewyan : Tthęł Tué Dene,) est une Première Nation (au sens de « bande indienne ») dénésuline du nord de la Saskatchewan. Le village principal, Wollaston Lake, est une communauté non incorporée en municipalité située aux abords du lac Wollaston, dans la forêt boréale du nord-est de la Saskatchewan, au Canada. La population totale de la Première Nation est d'environ 1 900 personnes en 2021. 
Les noyaux villageois de la Première Nation comprennent l'établissement nord de Wollaston Lake, une communauté non incorporée en municipalité dans le district administratif du nord de la Saskatchewan, et la communauté voisine de Wollaston Post où se trouve le siège administratif du conseil de bande de la Première nation de Hatchet Lake[réf. nécessaire].

## Territoire
La Première Nation dénésuline de Hatchet Lake possède un territoire mis à sa disposition, soit la réserve Lac La Hache 220. D'une superficie de 11 020 hectares, la réserve comprend de nombreuses îles : les plus grandes étant Strong Island, Paul Island, Labby Island et Jackpine Island et des péninsules au nord de la colonie dans la zone entourant Fidler Bay et Kempton Bay,.
L'accès au territoire de la Première Nation est assuré par l'aéroport de Wollaston Lake et la route 905. Celle-ci étant située du côté ouest du lac et la communauté à l'est, l'accès à partir de la route est assuré par une route de glace en hiver et par le Wollaston Barge Ferry en été[réf. nécessaire].

## Climat
La région du lac Wollaston possède un climat subarctique (Dfc), selon la classification de Köppen, avec des étés doux et humides et des hivers longs et très froids.